# Sagarmatha (zon)

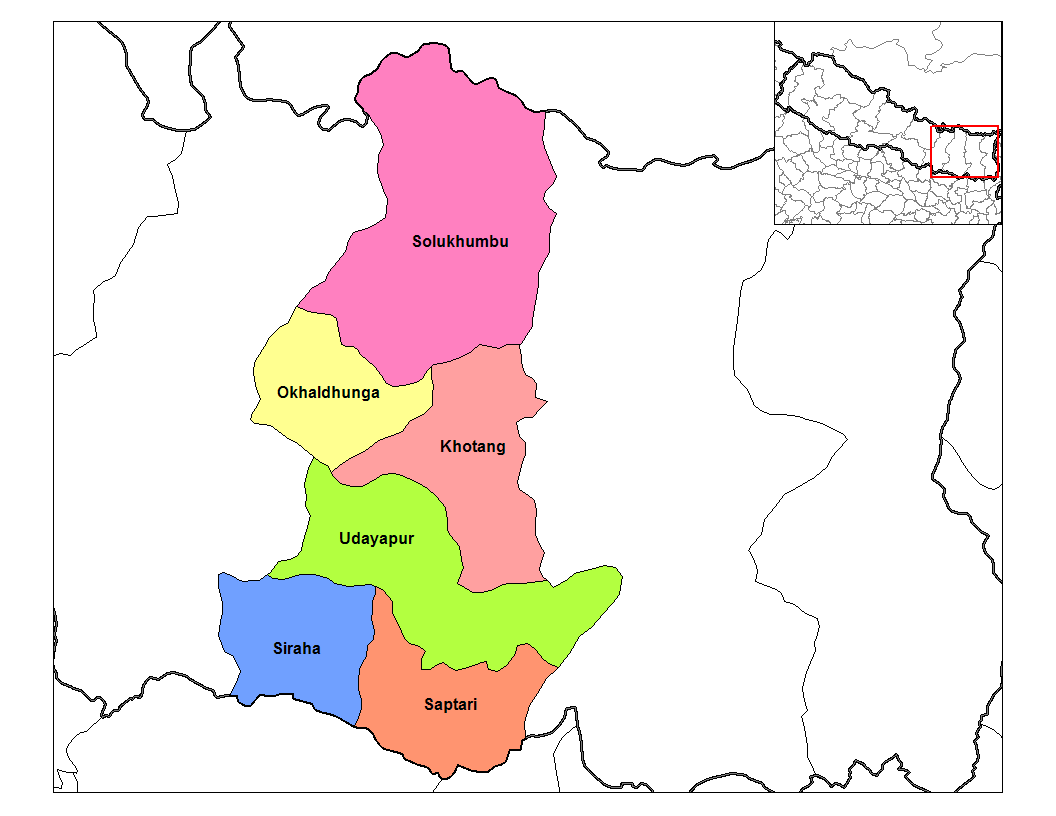
Sagarmatha läge i Nepal.

Sagarmāthā (सगरमाथा अञ्चल) var från 1961 till 2015 en av Nepals 14 administrativa zoner. Den låg i östra Nepal mellan zonerna Janakpur och Kosi. Sagarmāthā kommer från det nepalesiska namnet för Mount Everest. Den största staden inom zonen var Rajbiraj. Andra större städer inom zonen var Katari, Okhaldunga, Diktel, Salleri och Namchebajar. Sedan 2015 har Nepal en annan administrativ indelning i provinser.
Zonen var uppdelad i sex distrikt:
- Khotang
- Okhaldhunga
- Saptari
- Siraha
- Solukhumbu
- Udayapur